# Abdelmajid Lakhal
Abdelmajid Lakhal (arabe : عبد المجيد لكحل), né le 29 novembre 1939 à Bizerte et mort le 27 septembre 2014 à Tunis, est un metteur en scène de théâtre et acteur de cinéma, de théâtre, et de télévision tunisien,.

## Biographie
Né à Bizerte, il passe toute la jeunesse à Hammam Lif. À l'âge de 9 ans, en 1948, il obtient un rôle dans Khatimatou Ennafaf. À l'âge de 16 ans, il se lance dans le théâtre : il participe alors au groupe théâtral des Jeunes comédiens de Hammam Lif.
Après avoir effectué son service militaire en 1964, il participe à la pièce Hamlet, en tant qu'assistant à la mise en scène sous la direction d'Aly Ben Ayed, une pièce présentée à Hammamet en 1968. En 1971, il effectue sa première mise en scène professionnelle dans Huit Femmes de Robert Thomas avant de mettre en scène Le Marchand de Venise de William Shakespeare en 1974.
En 1982, il joue le rôle de Magid dans La Noce de Luce Berthommé, reprise à la rentrée au Théâtre du Lucernaire à Paris ; il participe aussi à la reprise de Jafabule de Christian Le Guillochet.
Il devient également organisateur des tournées et régisseur général de la Troupe de théâtre de la ville de Tunis. Celle-ci se rend notamment trois fois à Paris (Théâtre de la Ville), ainsi qu'en Algérie, au Maroc, en Libye, à Vienne, en Égypte, au Liban, en Irak, au Koweït et au Qatar.
Sa langue maternelle est l'arabe mais il parle couramment français, italien et anglais.
Abdelmajid Lakhal se retire de la scène en raison d'une maladie et meurt le 27 septembre 2014 à l'âge de 74 ans ; il est inhumé le jour même au cimetière de Boukornine à Hammam Lif,.

## Filmographie

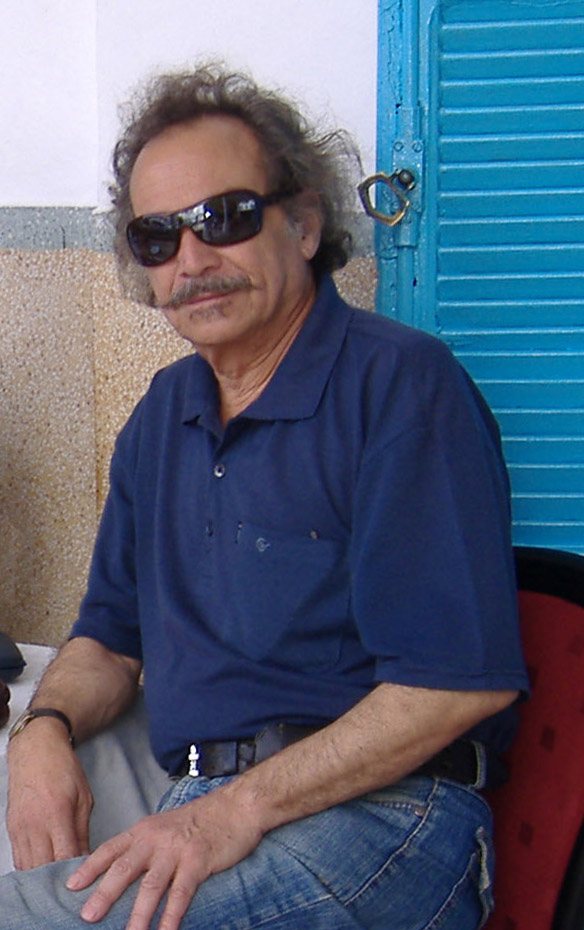
Abdelmajid Lakhal en août 2006, durant une interview à l'hôtel Saint-Georges à Tunis.

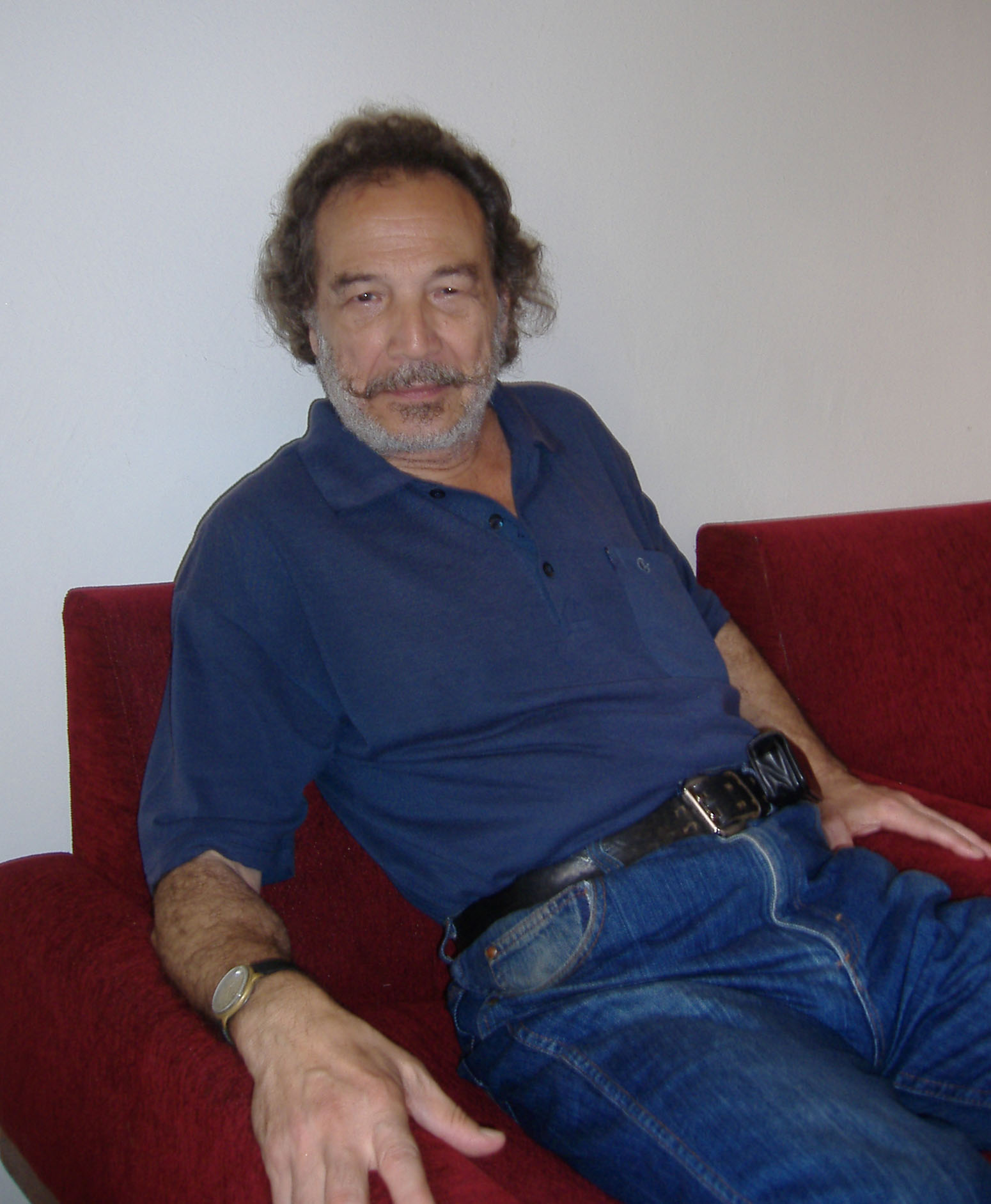
Abdelmajid Lakhal en 2007.

### Cinéma
- 1975 : Le Messie de Roberto Rossellini
- 1976 : Jésus de Nazareth de Franco Zeffirelli
- 1976 : Fatma 75 de Salma Baccar
- 1979 : Aziza d'Abdellatif Ben Ammar
- 1981 : Mirages de Abdelhafidh Bouassida
- 1987 : La Mort en face de Mohamed Damak
- 1990 : Un enfant nommé Jésus de Francesco Rosi
- 1991 : Le Vent des destins d'Ahmed Jemaï
- 1993 : Échec et mat de Rachid Ferchiou
- 2000 : Fatma de Khaled Ghorbal
- 2003 : L'Odyssée de Brahim Babaï
- 2004 : Parole d'hommes de Moez Kamoun (ar)
- 2011 : Or noir de Jean-Jacques Annaud
- 2013 : Chouk El Yasmine (Épines de jasmin) de Rachid Ferchiou

### Télévision
- 1967 : Le Quatrième acteur de Noureddine Kasbaoui
- 1967 : Le Médecin malgré lui de Molière
- 1967 : L'Avare de Molière
- 1970 : Interdit au public de Roger Dornès et Jean Marsan
- 1973 : J'avoue d'Hamadi Arafa
- 1974 : Histoire d'un poème de Noureddine Chouchane
- 1976 : Ziadatou Allah II d'Ahmed Harzallah (feuilleton de quatre épisodes)
- 1983 : Yahia Ibn Omar d'Hamadi Arafa (feuilleton de quatre épisodes), 1er prix d'interprétation
- 1984 : Cherche avec nous d'Abderrazak Hammami (téléfilm mensuel diffusé pendant quatre ans)
- 1985 : El Watek bellah el hafsi d'Hamadi Arafa (feuilleton de quatre épisodes)
- 1989 : Cantara de Jean Sagols (feuilleton-production d'Antenne 2)
- 1991 : Les Gens, une histoire d'Hamadi Arafa
- 1992 : Autant en emporte le vent de Slaheddine Essid (feuilleton tunisien de 14 épisodes)
- 1994 : Par précaution de Safoudh Kochairi
- 1996 : L'Homme de la médina de Paolo Barzman
- 1996 : Abou Raihana de Fouaz Abdelki (30 épisodes)
- 2001 : Edhak Ledonia d'Abderrazak Hammami (30 épisodes)

## Théâtre

### Mise en scène en tant qu'amateur
- 1960 : Les Femmes en danger d'Ezzeddine Souissi avec la troupe de l'Union générale des étudiants de Tunisie
- 1964 : George Dandin ou le Mari confondu de Molière avec la troupe de la Renaissance
- 1974 : La Vie est belle (opérette) avec la troupe de théâtre El Manar
- 1985 : La Vie de temps à autre de Salah Zouaoui avec la troupe de la ville de Bizerte
- 1988 : Nahar al jounun (Folie) de Frej Slama d'après Taoufik Hakim avec la troupe de la Maison de la culture Ibn-Khaldoun

### Mise en scène en tant que professionnel
- 1971 : Huit Femmes de Robert Thomas (traduction)
- 1974 : Le Marchand de Venise de William Shakespeare (traduction), en ouverture du Festival international de Carthage
- 1977 : Noces de sang de Federico García Lorca (adaptation)
- 1978 : Une Nuit des mille et une nuits de Noureddine Kasbaoui
- 1979 : Bine Noumine (Entre deux songes) d'Ali Douagi (opérette), en ouverture du Festival international de Monastir
- 1981 : El Forja (Le Spectacle) de Lamine Nahdi, en ouverture du Festival du printemps au Théâtre municipal de Tunis
- 1985 : La Jalousie de Mohamed Labidi
- 1986 : Volpone de Jules Romains et Stefan Zweig (traduction de Mohamed Abdelaziz Agrebi)
- 1987 : Ettassouira d'Abdessalem El Bech
- 1991 : Le Quatrième monde d'Abdellatif Hamrouni, en ouverture du Festival national de La Goulette
- 2000 : El Khsouma (Baroufe à Chioggia) de Carlo Goldoni (adaptation)
- 2003 : Fine Essaada de Taoufik Hakim (adaptation)
- 2005 : El Naoures (La Mouette) d'Anton Tchekhov (traduction)
- 2007 : Tah Bah (Pas un sou) d'Imed Ben Amara avec Slim Mahfoudh, Aziza Boulabiar, Anissa Lotfi et Darine Boughzala
- 2009 : Jugurtha de Hessan Zemerli et Mohieddine M'rad avec Darine Boughazala en assistance à la mise en scène
- 2010 : Derby de Dhafer Naji avec Darine Boughzala

## Nominations et récompenses
- 1983 : premier prix d'interprétation masculine au Festival des télévisions arabes
- 1989 : officier du Mérite culturel